# Alfons von Bram
Alfons Bram, seit 1916 Ritter von Bram, (* 21. Juli 1865 in Augsburg; † 28. Januar 1951 ebenda) war ein deutscher Generalmajor der Reichswehr.

## Leben
Bram trat am 25. August 1884 als Fahnenjunker in das 3. Infanterie-Regiment „Prinz Karl von Bayern“ der Bayerischen Armee ein und wurde am 16. April 1885 zum Fähnrich ernannt. Am 7. März 1887 erfolgte seine Beförderung zum Sekondeleutnant sowie am 6. November 1894 zum Premierleutnant. Als solchen kommandierte man Bram vom 1. Oktober 1895 bis 30. September 1897 zum 1. Pionier-Bataillon. Am 28. Oktober 1901 wurde Bram Hauptmann und als solcher ab 11. Dezember 1901 Kompaniechef im 21. Infanterie-Regiment „Großherzog Friedrich Franz IV. von Mecklenburg-Schwerin“. Zeitgleich mit der Beförderung zum Major war Bram ab 7. März 1910 im Regimentsstab tätig. Er fungierte dann ab 26. Januar 1912 als Bataillonskommandeur und wurde am 12. März 1913 zunächst in das 23. Infanterie-Regiment „König Ferdinand der Bulgaren“ und am 25. Oktober 1913 in das 20. Infanterie-Regiment „Prinz Franz“ versetzt.
Mit Ausbruch des Ersten Weltkriegs ernannt man Bram zum Kommandeur des II. Bataillons, mit dem er an die Kämpfen bei Badonviller, in Lothringen sowie vor Nancy und Épinal zum Einsatz kam. Nachdem der Regimentskommandeur gefallen war, wurde Bram am 25. September mit der Führung beauftragt und am 26. Oktober 1914 zum Oberstleutnant befördert. Er gab das Kommando am 15. Dezember 1914 wieder ab, übernahm kurzzeitig das 5. Infanterie-Regiment „Großherzog Ernst Ludwig von Hessen“ und wurde dann am 17. Februar 1915 zum Kommandeur des Reserve-Infanterie-Regiment 8 ernannt. Nach den Kämpfen an der Somme kam Bram mit diesem Regiment in die Karpathen.
Für seine außergewöhnlichen militärischen Verdienste erhielt er am 1. Juli 1916 das Ritterkreuz des Militär-Max-Joseph-Ordens und durfte sich aufgrund der damit verbundenen Erhebung in den persönlichen Adel ab diesem Zeitpunkt Ritter von Bram nennen.
Seine Beförderung zum Oberst erfolgte am 17. April 1917. Als solcher wurde Bram am 25. September 1918 wieder Kommandeur des 20. Infanterie-Regiments. Nach Beendigung des Krieges, Rückführung in die Heimat und Demobilisierung fungierte er kurzzeitig als Verbindungsoffizier des Oberkommandos zur Gruppe West, wurde am 3. Mai 1919 Kommandant seiner Heimatstadt und vom 17. Mai bis 5. Oktober 1919 Kommandeur der Reichswehr-Brigade 22. Anschließend setzte man Bram als Kommandant des Truppenübungsplatz Grafenwöhr ein und verlieh ihm am 28. September 1921 den Charakter als Generalmajor.
Als solchen verabschiedete man Bram am 30. September 1922 aus dem aktiven Dienst und versetzte ihn in den Ruhestand.